# Chelmon muelleri
Chelmon muelleri är en fiskart som beskrevs av Carl Benjamin Klunzinger, 1879. Chelmon muelleri ingår i släktet Chelmon och familjen Chaetodontidae. IUCN kategoriserar arten globalt som livskraftig. Inga underarter finns listade i Catalogue of Life.